# Агуайо (одежда)

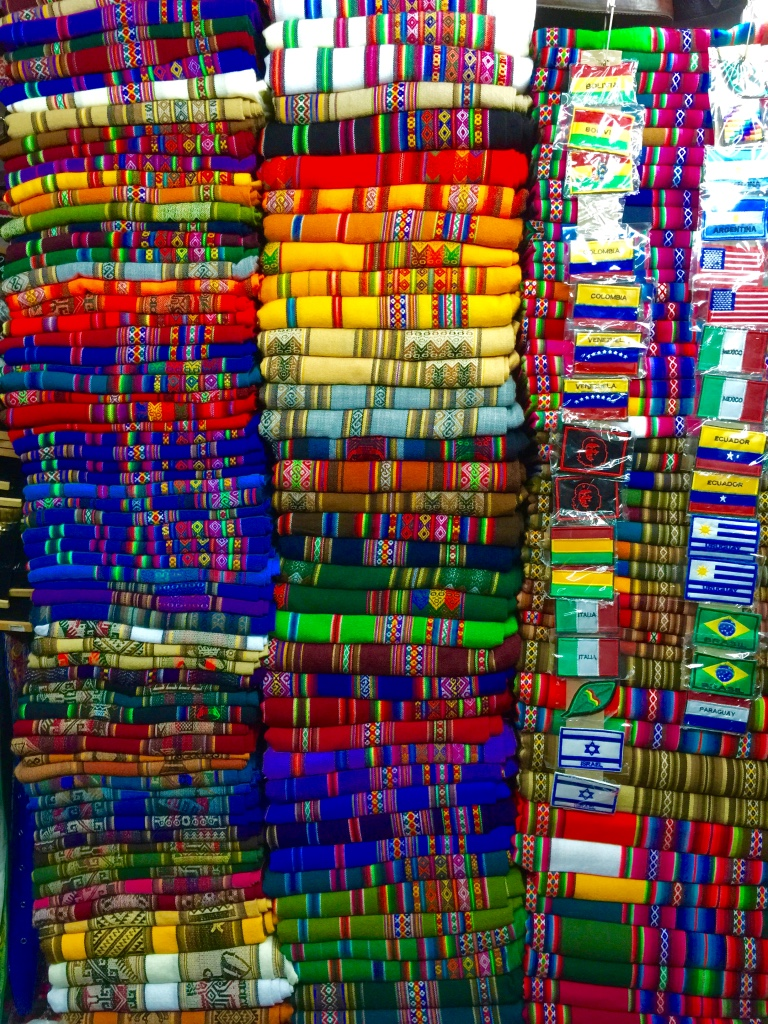
Агуайо разных цветов в магазине в Ла-Пасе, Боливия

Агуайо (исп. Aguayo, от слова awayu из языка аймара ) или Кепина (исп. quepina от слова q'ipi из языка кечуа) — латиноамериканская традиционная женская одежда, прямоугольная накидка, которую носят индейцы Анд в северо-западной Аргентине, Боливии, Перу и Эквадоре. Агуайо впервые появилось в горных районах, однако популярно и во многих других местах. Это один из самых популярных видов одежды женщин из бедных слоёв общества. Индейцы кечуа и аймара изпользуют агуайо как рюкзак и носят в нём на спине разные вещи или своих детей. 
Агуайо ткут вручную из шерсти ламы, овцы, или альпаки, а потом раскрашивают натуральными красками в яркие цвета и рисуют на нём полоски. Агуайо считается символом народа аймара.

## Галерея

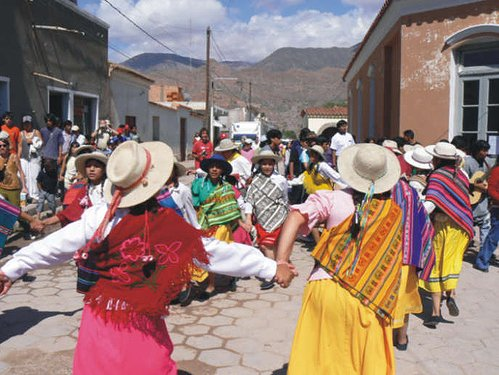
Женщины в агуайо на карнавале в провинции Жужуй, Аргентина
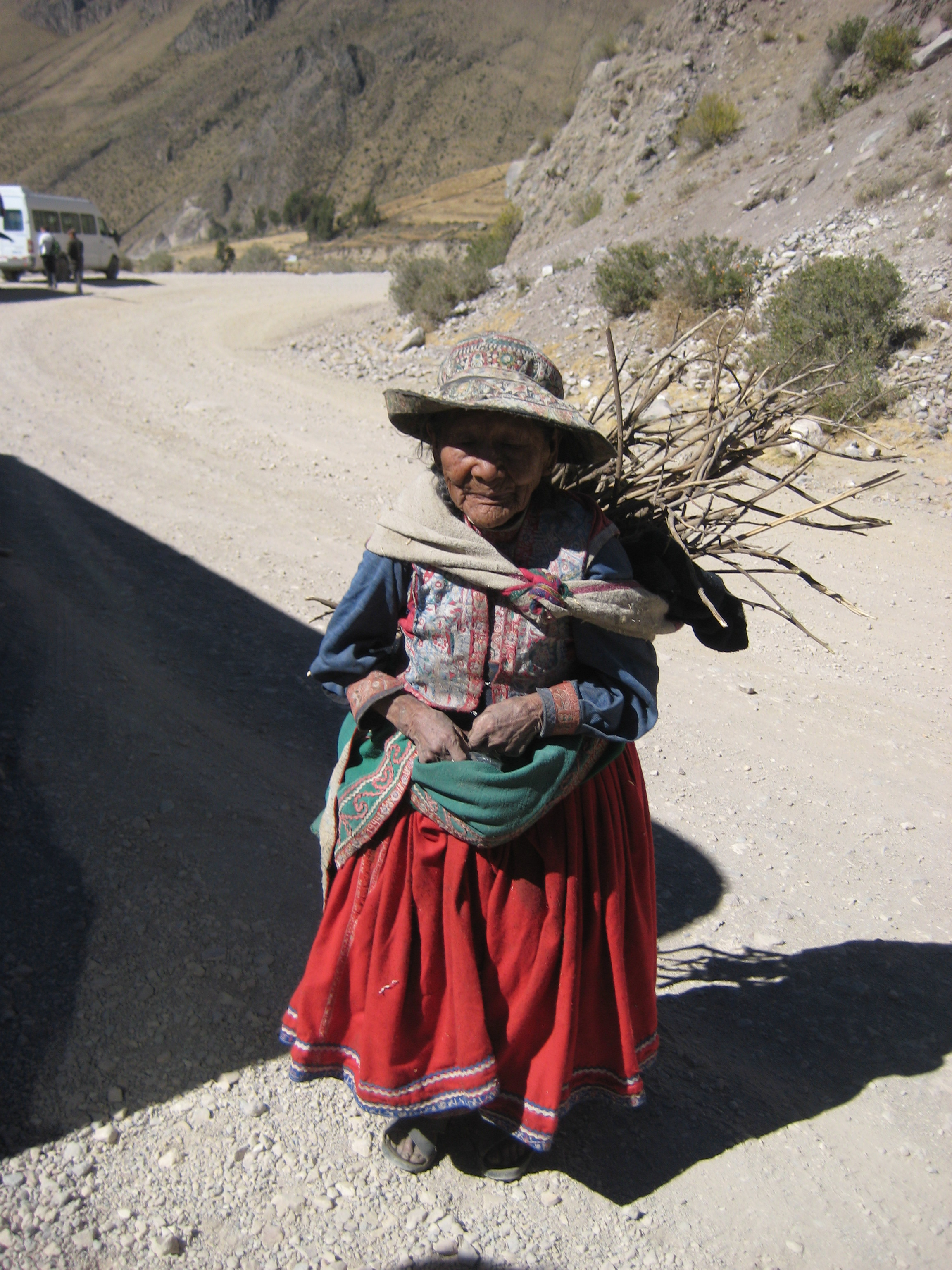
Женщина кечуа в Перу насёт ветки в агуайо
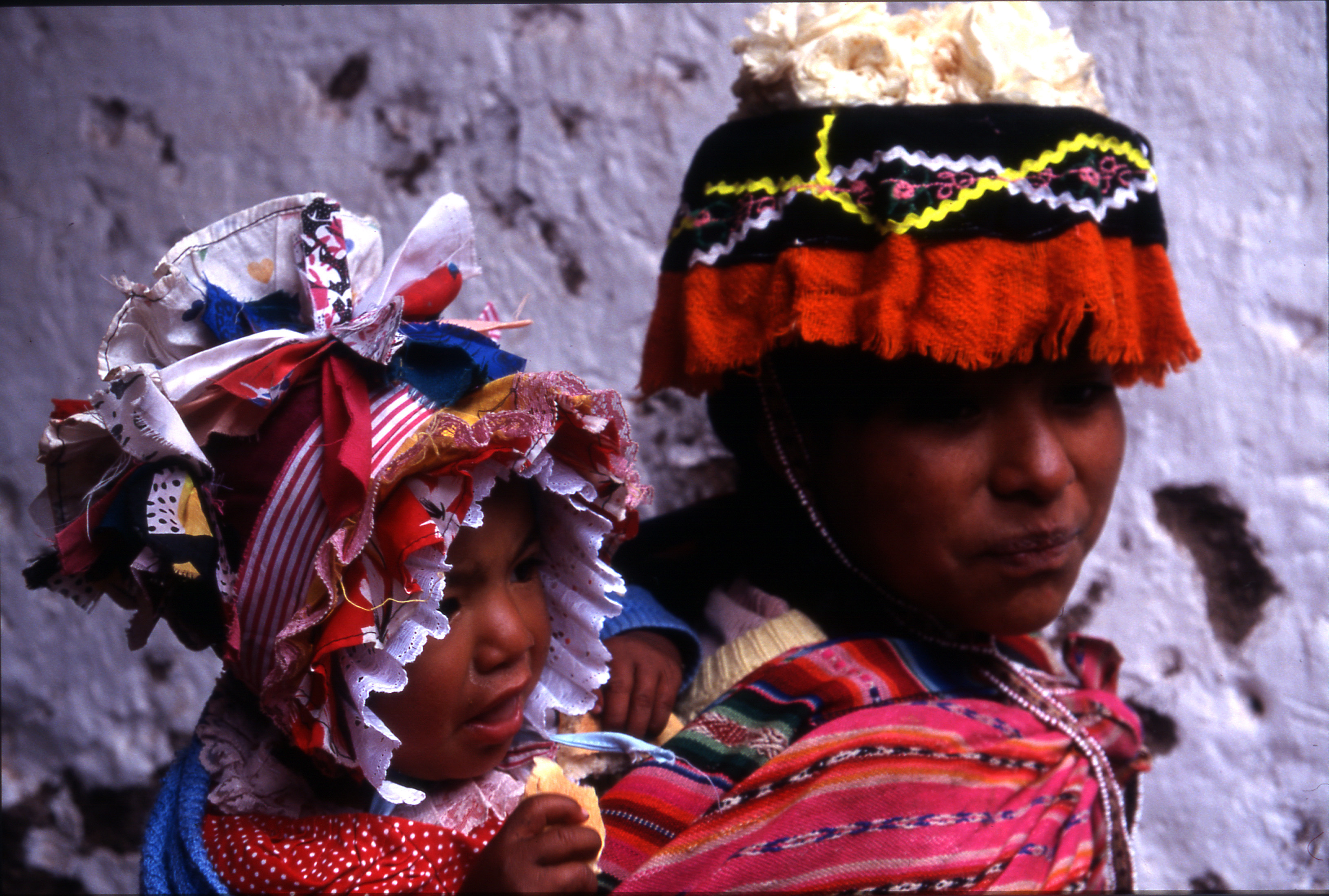
Женщина несёт ребёнка в агуайо
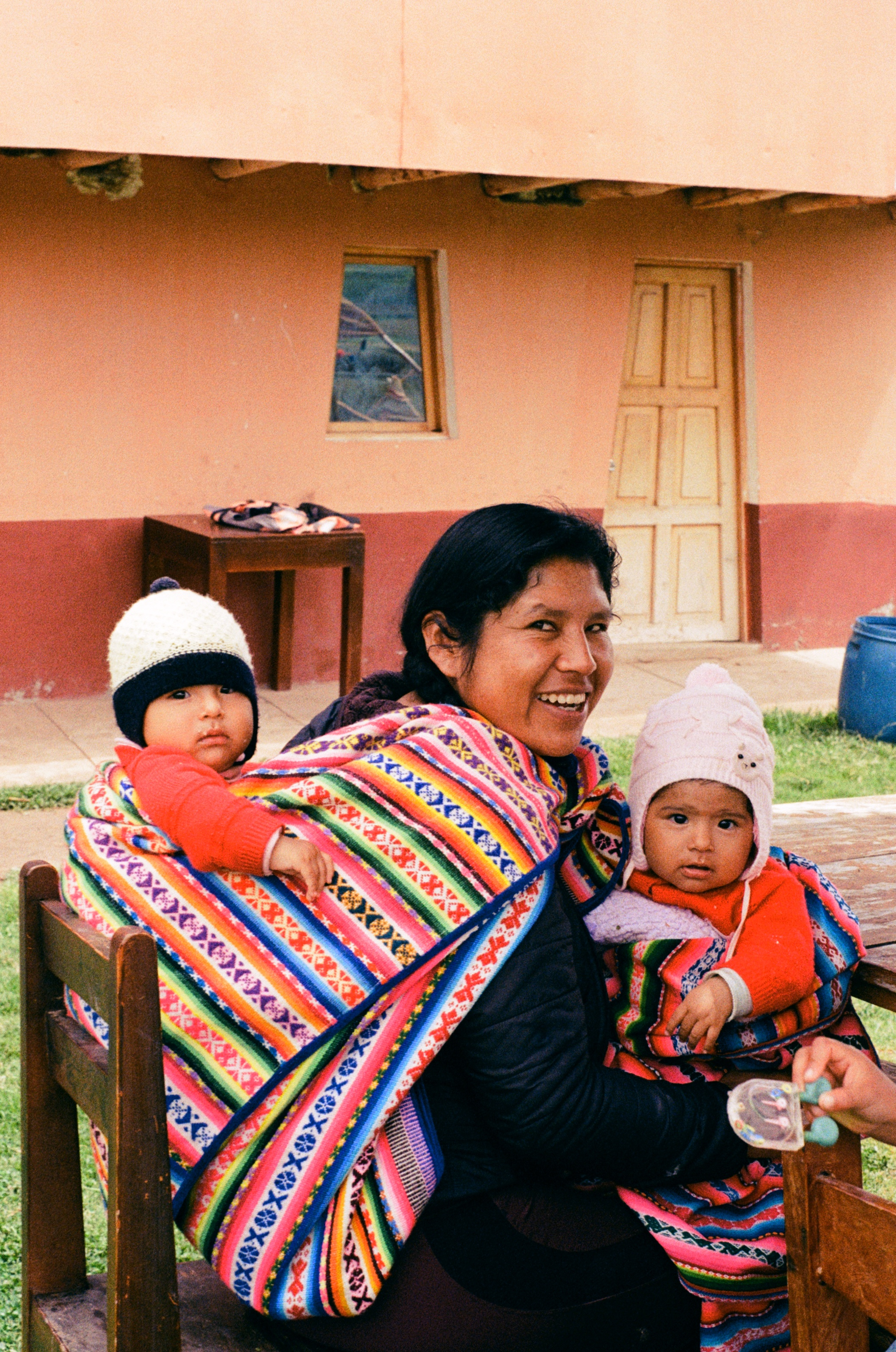
Женщина-кечуа в агуайо
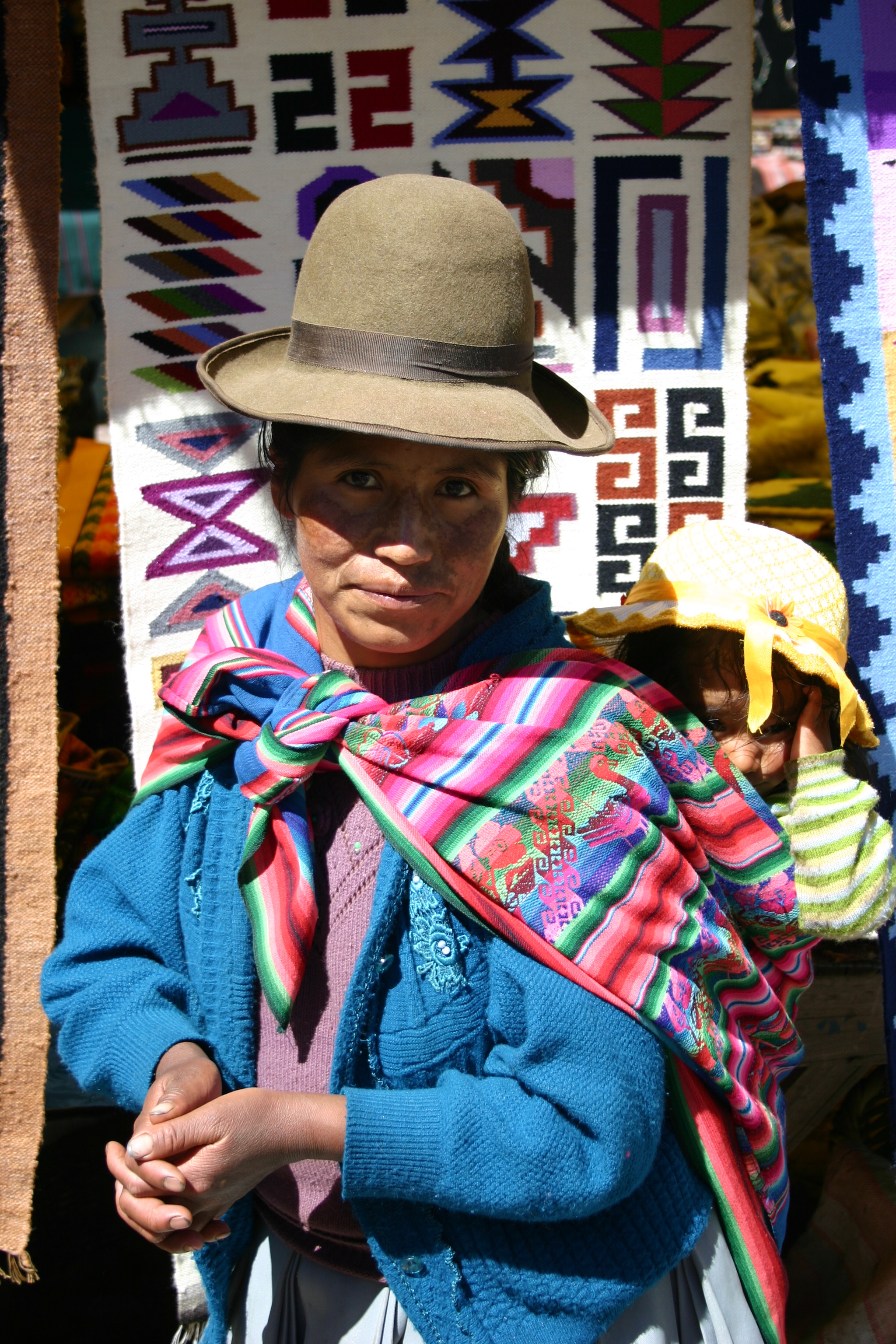
Перуанка в агуайо
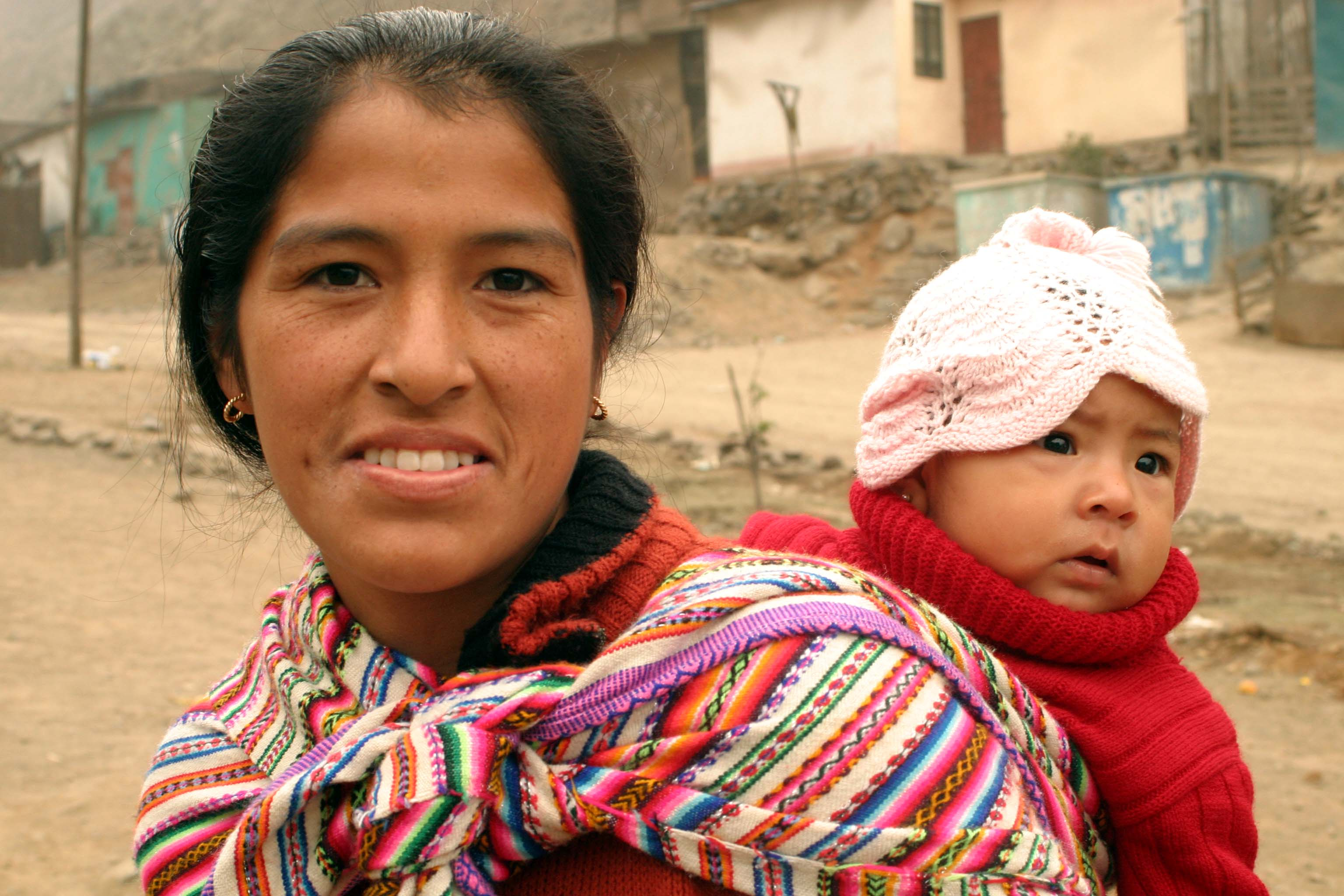
Перуанка в агуайо в окрестностях Лимы, Перу